# Росас, Мануэль
Мануэ́ль Ро́сас Са́нчес (исп. Manuel Rosas Sánchez, 17 апреля 1912 — 20 февраля 1989, Мексика) — мексиканский футболист, защитник. Игрок клуба «Атланте» и сборной Мексики, участник чемпионата мира 1930 года.

## Биография
Мануэль Росас по прозвищу Чакетас выступал мексиканский клуб «Атланте», в котором играл вместе с братьями Фелипе и Хуаном. В сезоне 1931/32 он стал чемпионом Мексики. Завершил карьеру игрока в 1940 году.
В 1930 году включён в состав сборной Мексики, где играл вместе с братом, Фелипе. Кроме них за сборную также выступали братья Франсиско и Рафаэль Гарса Гутьеррес. Мануэль участвовал в первом чемпионате мира по футболу, провёл на турнире 3 матча. В матче второго круга группового турнира против сборной Чили срезал мяч в свои ворота, забив тем самым первый автогол в истории чемпионатов мира. В последней встрече группового раунда против Аргентины отметился двумя забитыми мячами. Один из них Мануэль провёл с пенальти, а второй — после добивания, когда его очередной одиннадцатиметровый удар был отражён аргентинским голкипером. Таким образом, Мануэль стал первым мексиканцем, сделавшим дубль в матче чемпионата мира и первым футболистом в истории чемпионатов мира, забившим гол с пенальти. Также до 1958 года он был автором самого «молодого» гола чемпионатов мира, забив в возрасте 18 лет и 93 дня, этот рекорд в четвертьфинале ЧМ-1958 побил Пеле.
Помимо ЧМ-1930 в футболке сборной Росас появился поле лишь однажды — в одной из отборочных игр к чемпионату мира 1934 против Кубы.
| Матчи и голы Мануэля Росаса за сборную Мексики | Матчи и голы Мануэля Росаса за сборную Мексики | Матчи и голы Мануэля Росаса за сборную Мексики | Матчи и голы Мануэля Росаса за сборную Мексики | Матчи и голы Мануэля Росаса за сборную Мексики | Матчи и голы Мануэля Росаса за сборную Мексики | Матчи и голы Мануэля Росаса за сборную Мексики |
| ---------------------------------------------- | ---------------------------------------------- | ---------------------------------------------- | ---------------------------------------------- | ---------------------------------------------- | ---------------------------------------------- | ---------------------------------------------- |
| №                                              | Дата                                           | Место проведения                               | Соперник                                       | Счёт                                           | Голы                                           | Турнир                                         |
| 1                                              | 13 июля 1930                                   | Монтевидео, Уругвай                            | Франция                                        | 1:4                                            | -                                              | Чемпионат мира 1930                            |
| 2                                              | 16 июля 1930                                   | Монтевидео, Уругвай                            | Чили                                           | 0:3                                            | -                                              | Чемпионат мира 1930                            |
| 3                                              | 19 июля 1930                                   | Монтевидео, Уругвай                            | Аргентина                                      | 3:6                                            | 2                                              | Чемпионат мира 1930                            |
| 4                                              | 18 марта 1934                                  | Мехико, Мексика                                | Куба                                           | 4:1                                            | -                                              | Отборочный матч к ЧМ 1934                      |

Итого: 4 матча / 2 гола; 1 победа, 0 ничьих, 3 поражения.